# Wagengräber der Jamnaja-Kultur
Die Wagengräber der Jamnaja-Kultur (nach russisch/Ukrainisch ямна ‚Grube‘; Ямная Культура, deutsch Grubengrab- oder Ockergrab-Kultur, engl. Pit-Grave culture) sind Zeugnisse einer osteuropäischen archäologischen Kultur der späten Kupferzeit/frühen Bronzezeit im Gebiet zwischen den Flüssen Bug/Dnister/Ural in der pontischen Steppe. Sie werden auf etwa 3600–2300 v. Chr. datiert.

Verbreitung

Die Archäologie kann inzwischen auf etliche Jahrzehnte zurückblicken, in der zahlreiche Gräber aus der frühen Bronzezeit untersucht wurden. Die ersten Wagenfunde in Gräbern der Jamnaja-Kultur wurden 1949 bei Grabungen im Kurgan „Storoževaja mogila“ im unteren Dneprgebiet, sowie 1952 im Kurgan Akkermen im nördlichen Asowgebiet entdeckt. In den 1960er-Jahren verlagerten sich die Untersuchungsschwerpunkte an den unteren Don – Rostov und Kominterna und ins nördliche Schwarzmeergebiet – Otradnyj und Sofievka. 1962 wurde in Gerasimovka im Vorural erstmals ein Rad in einem Grab an der östlichen Peripherie der Jamnaja-Kultur entdeckt.
In den 1970- und 80er-Jahren stieg die Zahl der gefundenen Gräber mit Wagen und Rädern sowie Wagen- und Radmodellen aus Ton beachtlich. Die Funde werden heute drei Kulturen zugeordnet:

## Budschak (aus dem Russischen transliteriertBudžak)-Kultur
Zwischen den Mündungen der Donau und des Dnister wurden in den 1960-80er Jahren etwa 20 Wagengräber untersucht, wobei die interessantesten Fundkomplexe aus Bogatoe, Cholmskoe, Etulija, Jasski, Majaki, Novoselica und Taraklija stammen.

## Starosel'je-Kultur
Im unteren Dneprgebiet kamen die bedeutendsten Funde zum Vorschein, so in Luk'janovskij, Pervokonstantinovka, Starosel'je und Vinogradnoe. Heute sind aus dieser Gegend etwa 40 Wagengräber bekannt, die der „Starosel'je-Kultur“ zugerechnet werden, die als eine Kultur mit "nicht-grubengrablicher" Tradition definiert wird. Sie wird auf die so genannte Asow-Schwarzmeer-Linie und damit auf Verbindungen zum Kaukasusgebiet zurückgeführt.

## Novotitarovskaja-Kultur
In den Steppen des Kubangebietes schließt sich eine dritte Gruppe von Bestattungen mit Wagenresten aus der Frühen Bronzezeit an, wo bei Novotitarovskaja ab 1970 die ersten Wagen in Gräbern freigelegt wurden. Bis 1990 wurden hier insgesamt etwa 115 Gräber mit Wagen oder Wagenteilen untersucht, die entweder in die frühe Bronzezeit datiert oder mit Fundorten der Jamnaja-Kultur synchronisiert werden können. Die am besten erhaltenen Wagen der „Novotitarovskaja-Kultur“ wurden in mehreren Kurganen bei Brjuchoveckaja, Černyševskaja, Chutor, Lebedi, Ostannij und Rogovskaja freigelegt.

## Weitere Vorkommen
Weiter östlich schließen sich einige Bestattungen mit Wagenresten aus der kalmückischen Steppe am oberen Manytsch an. Schließlich wurden 2001 zwei Wagengräber im Vorural, im Gebiet der Wolga-Ural-Gruppe der Jamnaja-Kultur, in der Nähe von Sumaevo entdeckt.

## Archäologische Zuordnung
E. V. Izbicer ordnet etwa 70 Bestattungen der Jamnaja-Kultur zu, von denen rund die Hälfte im Kubangebiet und der Ukraine liegen. Nach S. V. Ivanova und V. V. Cimidanov gehören in der Ukraine und dem angrenzenden Gebiet 48 Wagengräber zur Jamnaja-Kultur, wohingegen V. A. Trifonov für die Steppen im Kubangebiet 48 Bestattungen der Jamnaja-, Novotitarovskaja- und präkatakombengrabzeitlichen Kultur zuordnet. V. K. Kul'baka und V. Kačur nennen 107 grubengrabzeitliche Bestattungen in der Ukraine, Moldawien, am unteren Don, im östlichen Asowgebiet und in Kalmückien, in denen Überreste von Wagen freigelegt wurden. Heute können der Jamnaja-Kultur und ihren synchronen Steppenkulturen (Budzak-, Novotitarovskaja- und Starosel'je-Kultur,) mit ihren entsprechenden Mischformen annähernd 200 Wagengräber zugeordnet werden. Sie liegen in einem Gebiet, das sich vom südlichen Ural im Osten bis zur Budzak-Steppe im Westen erstreckt.

## Forschungsgeschichte
Die ersten größeren Arbeiten zur Ausbreitung des Fuhrwesens in den pontisch-kaspischen Steppen wurden 1974 veröffentlicht. Dabei wurden alle Wagen der Jamnaja-Kultur zugewiesen und auf eine Unterteilung in einzelne Kulturen verzichtet. V. A. Safronov hat die grubengrabzeitlichen Gräber als eigenständige Kuban-Dnjepr-Kultur ausgegliedert. Dieser Ansatz stieß jedoch auf Kritik und die o.a. Dreiteilung setzte sich durch, wobei es nahezu unmöglich ist, die genaue Zahl der Fundorte zu bestimmen, die ausschließlich der Jamnaja-Kultur zuzuordnen sind. Auf der anderen Seite kann die frühe Bronzezeit als Phase betrachtet werden, in der die Ausbreitung des Fuhrwesens in den Steppen Osteuropas eine Blüte erlebte, was sich im Bestattungsritual widerspiegelt.

## Naturräumliche Zuordnung
Die Steppen Osteuropas boten optimale Bedingungen für nomadische Viehzucht, die bereits in den Vorgängerkulturen an Don und Kuban (Novosvobodnaja- und Maikop-Kultur) an die Nutzung von Fahrzeugen gekoppelt war. Der Steppenboden lieferte den vegetationsarmen, fahrfesten Untergrund, der keine Straßen erforderte. Die Nomaden folgten ihren Herden auf der Suche nach guten Weidegebieten. Erste Vermutungen, dass die Träger der Jamnaja-Kultur nomadische Viehzüchter waren, wurden von N. J. Merpert und V. N. Danilenko (1974) und von V. P. Šilov (1975) geäußert. Es wurden Modelle ihrer Wirtschaftsweise entwickelt, die vom täglichen bis zum jahreszeitlichen Wanderzyklus reichten. Die Annahme eines Wechsels zwischen Sommer- und Winterweideplätzen scheint inzwischen die wahrscheinlichste zu sein. Der von Ochsen gezogene Wagen stellt in diesem Raum eines der wichtigen Hilfsmittel und einen Indikator nomadischen Lebens dar, der anders als bei der pflegelosen Tierhaltung mongolischer Viehzüchter, die permanente Anwesenheit des/der Hirten zum Schutz der Tiere erforderte.

## Funde
In den genannten Gräbern liegt die Zahl der Wagenräder zwischen einem und acht Exemplaren. Meist wurden sie in den Ecken der Grabgrube, auf Stufen oder auf der Abdeckung deponiert, von wo aus sie beim Einsturz der Abdeckung in die Kammer gelangten. Im Mittelteil ist die feste Nabe aus dem Brett herausgearbeitet. Der Raddurchmesser liegt zwischen 60 und 70 cm, die Raddicke zwischen vier und acht cm. Die Deponierung kompletter Wagen ist selten. Selten sind auch Wagenteile ganz oder in Resten erhalten, so der Wagenkasten, Achsen, Deichseln oder Bastmatten und Abdeckungen. Diese waren am Rand der Grabkammer oder neben dieser auf einer Empore aufgestellt. In einem Fall wurden in einem Grab zwei Wagen deponiert. Bei den Fahrzeugen wird es sich in allen Fällen um vierrädrige, recht massive Wagen gehandelt haben, die eine breite Plattform und einen bogenförmigen Aufbau hatten. In Verbindung mit einer Plane dienten die Wagen den nomadischen Viehzüchtern als Kibitka – ein Planwagen, der auch gleichzeitig Wohnzelt war. Im Laufe der frühen Bronzezeit erfuhr die Konstruktion der Wagen kaum Veränderungen, und selbst die Wagentypen der späteren Katakombengrab-Kultur zeigen keine wesentlichen Unterschiede zu den früheren Wagen.

## Wagenkonstruktion
Die Wagen wurden anhand von Funden aus der Starosel’je- und der Novotitarovskaja-Kultur rekonstruiert. Die am besten erhaltenen Funde ganzer Wagen stammen aus Bestattungen in den Steppen des Kubangebietes. Die Funde lassen keine Unterschiede zwischen den Wagen der Novotitarovskaja- und der Jamnaja-Kultur erkennen; insgesamt dürfte in der Frühen Bronzezeit der massive, von einem Ochsengespann gezogene Wagen allgemein verbreitet gewesen sein.
Auffällig ist allerdings, dass Wagen in den Steppen des Kubangebietes und zwischen Pruth und Dnestr, häufig in Gräbern deponiert wurden, während sie zwischen Wolga und Ural, am nördlichen Donez, in Kalmückien oder der Stavropoler Gegend selten ins Grab gelangten. Dies ist möglicherweise darauf zurückzuführen, dass die Gruppen mit häufiger Grabdeponierung, nämlich die Budzak-, die Novotitarovskaja- und die Starosel’je-Kultur, in der Tradition der spätkupferzeitlichen Maikop-Kultur standen, die sich durch ältere Wagenbestattungen auszeichnet. Die Gruppen, in denen die Wagen im Grabbrauch selten auftreten, gehören dagegen zur klassischen Jamnaja-Kultur, die nicht in dieser Tradition steht.

## Gesellschaftliche/soziologische Einordnung
Die soziale Bedeutung der Wagengräber wird kontrovers diskutiert. V. M. Masson sieht in den Wagengräbern einen Hinweis auf den hohen Status, den der Tote in der Gemeinschaft innehatte, während E. E. Kuz’mina in ihnen die Gräber des Kriegsadels sieht. Ivanova und Cimidanov haben in einer Untersuchung des grubengrabzeitlichen Materials aus der Ukraine jedoch gezeigt, dass diese Hypothese nicht haltbar ist. I. I. Alekseeva deutet die Wagengräber als Bestattungen von Opferpriestern, wohingegen S. Ž. Pustovalov in der Novotitarovskaja-Kultur mit ihren zahlreichen Wagengräbern nichts anderes als eine adlige Subkultur der nordkaukasischen Gruppen sieht. Ein ähnliches Bild entwirft er auch für das nordwestliche Schwarzmeergebiet. Das Verhältnis von nur 17 Wagengräbern gegenüber 2156 grubengrabzeitlichen Bestattungen in dieser Region lässt auf ihre exklusive Bedeutung schließen. Etwas ausgewogener ist dagegen das Verhältnis von Wagengräbern (118) zu den übrigen Gräbern (877), in der Novotitarovskaja-Kultur, weswegen A. N. Gej und E. V. Izbicer in den Wagengräbern nicht unbedingt einen hohen Status des Toten repräsentiert sehen. Da allerdings für die Errichtung von Wagengräbern ein enormer Arbeitsaufwand notwendig war, ließe sich auch das Gegenteil annehmen. Darüber hinaus grenzt die Beigabe eines Wagens oder seiner Teile das jeweilige Grab von den anderen deutlich ab.
Erschwert wird die soziale Beurteilung dadurch, dass nicht auszuschließen ist, dass zumindest einige der Wagen eigens für die Bestattung angefertigt wurden, da einige Räder keinerlei Gebrauchsspuren aufwiesen.